# Келлер, Эмиль
Эмиль Келлер (фр. Émile Keller; 8 октября 1828, Бельфор — 20 февраля 1909, Париж) — французский политический деятель.
Родился в Эльзасе. Был членом законодательного корпуса, где защищал светскую власть папы.
В войне с Германией командовал отрядом вольных стрелков в Вогезах.
В национальном собрании 1871 был депутатом от Верхнерейнского департамента, подавал голос против мирных переговоров и вместе с другими эльзасскими депутатами сложил с себя полномочия. Округ Бельфор снова избрал его в национальное собрание; до 1881 был руководителем клерикальной партии. В 1881 он не был избран.
Написал: «Le général de Lamoricière, sa vie militaire, politique et religieuse» (1873).